# 上野山信行
上野山 信行（うえのやま のぶゆき、1957年5月26日 - ）は、大阪府摂津市出身の元サッカー選手、サッカー指導者。日本サッカー協会（JFA）公認S級コーチ。

## 来歴
1976年にヤンマーディーゼルに入団。181cm、73kgの大型フルバック（センターバック）として活躍した。
1985年に引退し指導者として釜本FC（釜本邦茂が主催する少年サッカークラブ）、その釜本FCの流れを継ぐガンバ大阪ユースで指導にあたる。その後、ガンバ大阪のサテライトコーチ等を経て、2001年以降は下部組織全体を統括する育成・普及部長に就任している。2009年より日本プロサッカーリーグ（Jリーグ）へ出向、Jリーグ技術委員会委員長に選任され、2013年まで務めた。
2014年、ガンバ大阪のアカデミー本部・強化本部担当顧問に就任。
上野山の指導を受けた主な選手には宮本恒靖、稲本潤一、新井場徹、橋本英郎、大黒将志、二川孝広、宇佐美貴史、本田圭佑、家長昭博らがいた。本田圭佑に関しては、当時は、「止める」「蹴る」技術が高かったものの「走らない」選手であったと評価した。その後、ガンバ大阪ユース昇格見送りの判断をした。また、失敗（2001年当時）を認めることこそ真の成長に向けての最高のチャンスであり、悔しい思いを忘れずに、本当に努力できたら一流の選手になれると述べている。
2019年12月、カマタマーレ讃岐の強化、育成、普及の総責任者、GMに就任した。
2020年12月22日、カマタマーレ讃岐の監督に就任すると発表された。GMも兼務する。
2021年3月31日、開幕2連敗後、本人の意思によりカマタマーレ讃岐の監督を辞任することが発表された。シーズン開幕後、暫定体制ではない公式戦2試合率いての退任はJリーグ史上最短である。

## 所属クラブ
- 1973年 - 1975年 摂津高校
- 1976年 - 1985年 ヤンマーディーゼル

## 個人成績
| 国内大会個人成績 | 国内大会個人成績 | 国内大会個人成績 | 国内大会個人成績 | 国内大会個人成績 | 国内大会個人成績          | 国内大会個人成績 | 国内大会個人成績 | 国内大会個人成績 | 国内大会個人成績 | 国内大会個人成績 | 国内大会個人成績 |
| 年度             | クラブ           | 背番号           | リーグ           | リーグ戦         | リーグ戦                  | リーグ杯         | リーグ杯         | オープン杯       | オープン杯       | 期間通算         | 期間通算         |
| 年度             | クラブ           | 背番号           | リーグ           | 出場             | 得点                      | 出場             | 得点             | 出場             | 得点             | 出場             | 得点             |
| 日本             | 日本             | 日本             | 日本             | リーグ戦         | リーグ戦                  | JSL杯            | JSL杯            | 天皇杯           | 天皇杯           | 期間通算         | 期間通算         |
| ---------------- | ---------------- | ---------------- | ---------------- | ---------------- | ------------------------- | ---------------- | ---------------- | ---------------- | ---------------- | ---------------- | ---------------- |
| 1977             | ヤンマー         | 14               | JSL1部           |                  | 0                         |                  |                  |                  |                  |                  |                  |
| 1978             | ヤンマー         | 5                | JSL1部           |                  | 0                         |                  |                  |                  |                  |                  |                  |
| 1979             | ヤンマー         | 5                | JSL1部           |                  | 2                         | 2                | 1                | 0                | 0                |                  | 3                |
| 1980             | ヤンマー         | 5                | JSL1部           | 11               | 0                         |                  |                  |                  |                  |                  |                  |
| 1981             | ヤンマー         | 5                | JSL1部           |                  | 0                         |                  |                  |                  |                  |                  |                  |
| 1982             | ヤンマー         | 5                | JSL1部           |                  | 0                         |                  |                  |                  |                  |                  |                  |
| 1983             | ヤンマー         | 5                | JSL1部           |                  | 0                         |                  |                  |                  |                  |                  |                  |
| 1984             | ヤンマー         | 5                | JSL1部           |                  | 0                         |                  |                  |                  |                  |                  |                  |
| 1985             | ヤンマー         | 5                | JSL1部           |                  | 0                         |                  |                  |                  |                  |                  |                  |
| 通算             | 日本             | 日本             | JSL1部           | 34               | 2\|\|\|\|\|\|\|\|\|\|\|\| |                  |                  |                  |                  |                  |                  |
| 総通算           | 総通算           | 総通算           | 総通算           | 34               | 2\|\|\|\|\|\|\|\|\|\|\|\| |                  |                  |                  |                  |                  |                  |

## 指導歴
- 1987年 釜本FC：ジュニアコーチ
- 1988年 - 1992年 釜本FC：ジュニアユースコーチ
- 1992年 - 1996年 ガンバ大阪：ユース監督
- 1997年 ガンバ大阪：強化部長
- 1998年 - 1999年 ガンバ大阪：サテライトコーチ
- 2000年 ガンバ大阪：育成担当部長
- 2000年 - 2007年 ガンバ大阪：育成・普及部長
- 2008年 ガンバ大阪：取締役、育成・普及部長
- 2009年 - 2013年 社団法人日本プロサッカーリーグ：Jリーグ技術委員会 委員長
- 2014年1月 - 2014年3月 ガンバ大阪 : アカデミー本部・強化本部担当顧問
- 2014年4月 - 2017年 ガンバ大阪：取締役 アカデミー本部・強化本部担当
- 2017年 - 2019年 ガンバ大阪：取締役
- 2020年 カマタマーレ讃岐：GM
- 2021年 - カマタマーレ讃岐：GM兼監督　2021年3月末まで。
- 2022年アサンプション国際高校:監督

## 著書
『日本のメッシの育て方』（経済界、2012年8月）ISBN978-4-7667-8529-6

## 監督成績
| 年度 | クラブ           | 所属 | リーグ戦 | リーグ戦 | リーグ戦 | リーグ戦 | リーグ戦 | リーグ戦 | カップ戦  | カップ戦 |
| 年度 | クラブ           | 所属 | 順位     | 勝点     | 試合     | 勝       | 分       | 敗       | Jリーグ杯 | 天皇杯   |
| ---- | ---------------- | ---- | -------- | -------- | -------- | -------- | -------- | -------- | --------- | -------- |
| 2021 | カマタマーレ讃岐 | J3   | 15       | 0        | 2        | 0        | 0        | 2        | －        | －       |

2021年シーズン　第1節、第3節の2試合のみチームを指揮した。